# Unalakleet
Unalakleet és una població dels Estats Units a l'estat d'Alaska. Segons el cens del 2007 tenia 752 habitants.

## Demografia
Segons el cens del 2000, Unalakleet tenia 747 habitants, 224 habitatges, i 174 famílies La densitat de població era de 100,5 habitants/km².
Dels 224 habitatges en un 46,9% hi vivien nens de menys de 18 anys, en un 47,3% hi vivien parelles casades, en un 21,4% dones solteres, i en un 21,9% no eren unitats familiars. En el 18,8% dels habitatges hi vivien persones soles el 5,4% de les quals corresponia a persones de 65 anys o més que vivien soles. El nombre mitjà de persones vivint en cada habitatge era de 3,33 i el nombre mitjà de persones que vivien en cada família era de 3,82.
Per edats la població es repartia de la següent manera: un 37,5% tenia menys de 18 anys, un 6,2% entre 18 i 24, un 26,6% entre 25 i 44, un 21,6% de 45 a 60 i un 8,2% 65 anys o més.
L'edat mediana era de 31 anys. Per cada 100 dones de 18 o més anys hi havia 124,5 homes.
La renda mediana per habitatge era de 42.083 $ i la renda mediana per família de 45.625 $. Els homes tenien una renda mediana de 41.964 $ mentre que les dones 32.500 $. La renda per capita de la població era de 15.845 $. Aproximadament el 12,5% de les famílies i l'11% de la població estaven per davall del llindar de pobresa.

## Poblacions més properes
El següent diagrama mostra les poblacions més properes.